# Lan bướm tím
Lan bướm tím hay lan vấn hợp (danh pháp hai phần: Phalaenopsis parishii) là một loài lan được tìm thấy ở miền đông Himalaya cho đến Đông Dương.
Cây có mặt ở Ấn Độ, Myanmar, Thái Lan, Lào, Việt Nam (các khu vực: Hà Giang, Tuyên Quang, Lâm Đồng).

## Hình ảnh

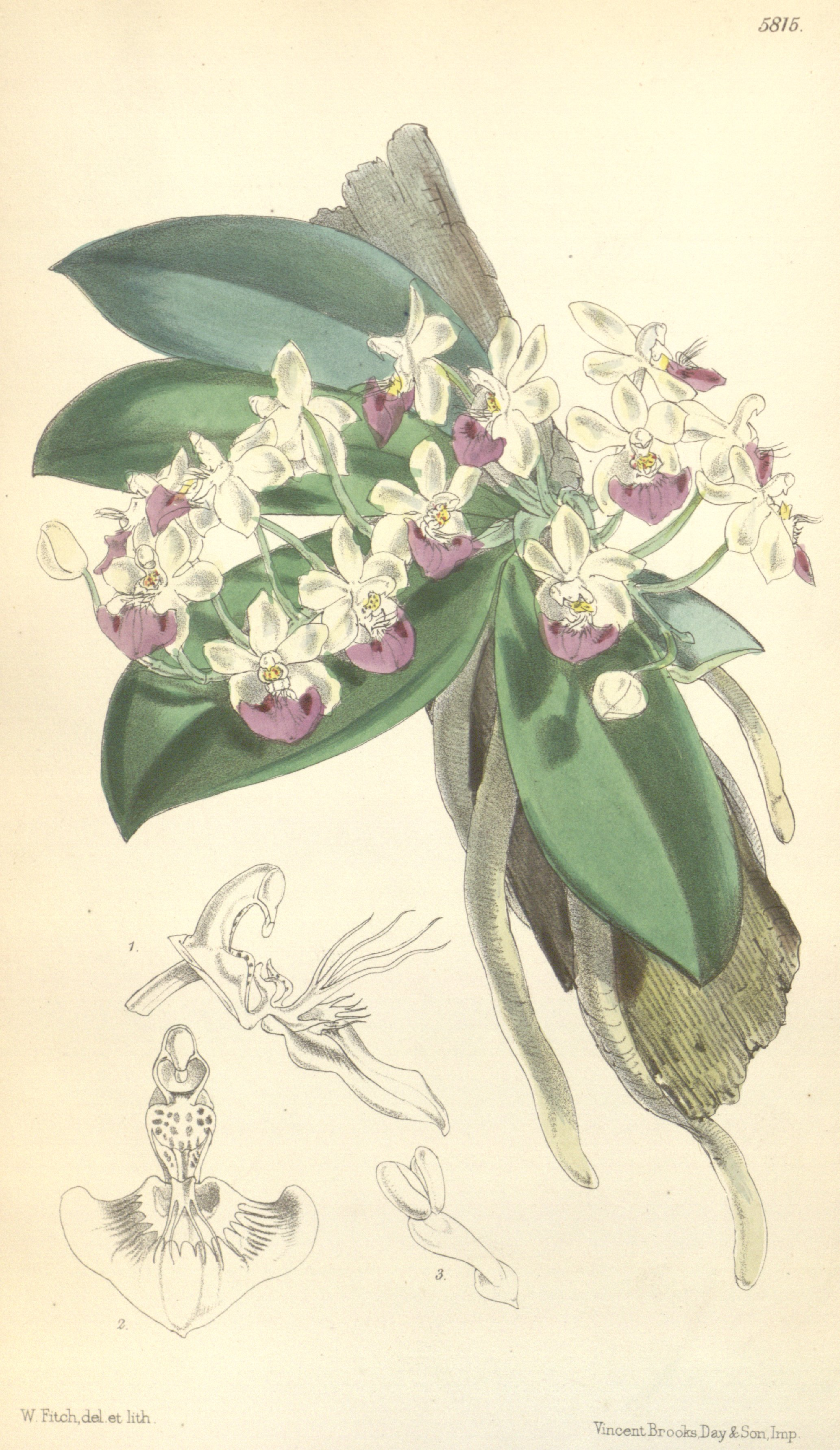
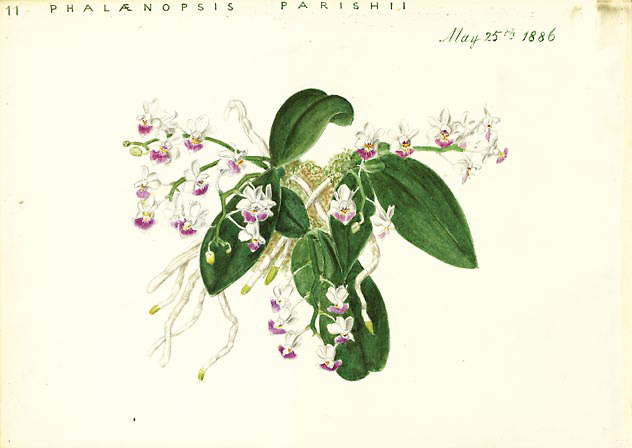
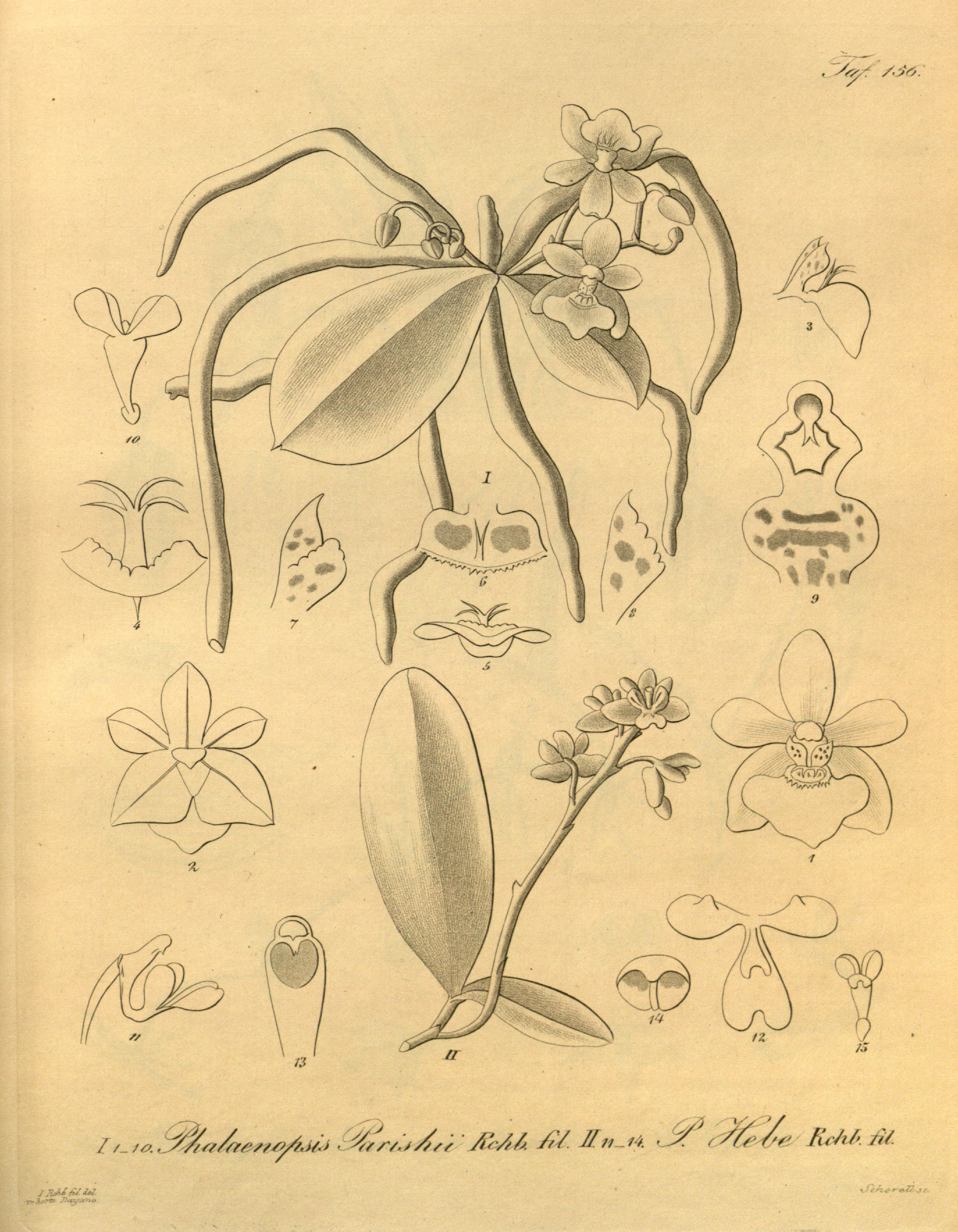
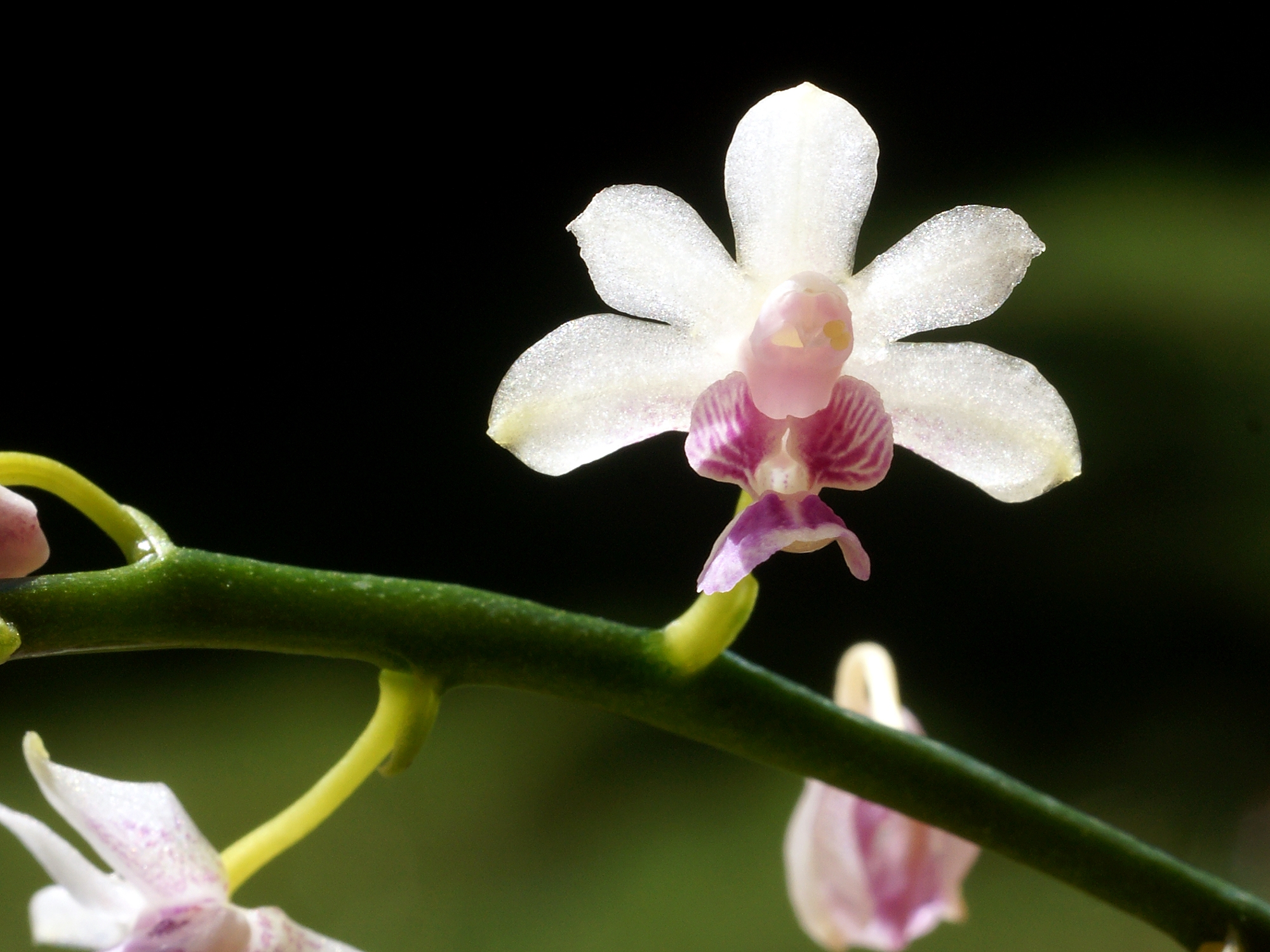